# زندگی شیرین (فیلم ۱۳۸۷)
زندگی شیرین فیلمی کمدی-عاشقانه ایرانی محصول سال ۱۳۸۷ به کارگردانی قدرت‌الله صلح‌میرزایی و تهیه‌کنندگی سید ناصر شعبانی است. در این فیلم سید جواد رضویان، علی صادقی، افسانه پاکرو، بهاره افشاری، بهنوش بختیاری، یوسف صیادی، احمد پورمخبر و رضا شفیعی‌جم به ایفای نقش پرداخته‌اند.
این فیلم در ۲۵ شهریور ۱۳۸۸ اکران شد و بیش از ۶۹۴ میلیون تومان فروخت.

## داستان
امیر محجوبی (رضویان) هنرپیشه محبوب سینما قصد دارد با دخترخاله‌اش، هستی (پاکرو) ازدواج کند. اما پدر هستی، حاج نایب (شفیعی‌جم) که فردی بسیار متعصب و سنتی است اعلام می‌کند که حاضر نیست یک هنرپیشه و خواننده را به عنوان دامادش قبول کند و تنها در صورتی با ازدواج امیر و هستی موافقت می‌کند که امیر شغلش را عوض کند. هستی و امیر تلاش می‌کنند تا نظر حاج نایب را عوض کنند. در همین حین جلیل برادر دوقلوی امیر پس از سالها از خارج از کشور بازمی‌گردد…

## بازیگران
- سید جواد رضویان در نقش امیر و جلیل
- علی صادقی  در نقش صفا
- افسانه پاکرو در نقش هستی
- بهاره افشاری در نقش آذر
- بهنوش بختیاری در نقش نوشابه
- یوسف صیادی در نقش پسر خاله آذر
- احمد پورمخبر در نقش پدربزرگ هستی
- رضا شفیعی جم در نقش عنایت
- فلور نظری در نقش مادر هستی
- پروین قائم‌مقامی در نقش مادر امیر و جلیل
- کیانوش گرامی
- سیدرضا حسینی
- داریوش سلیمی
- شهرام شکیبا
- بهروز خوش‌فطرت
- حامد نصیرپور